# Jenny B

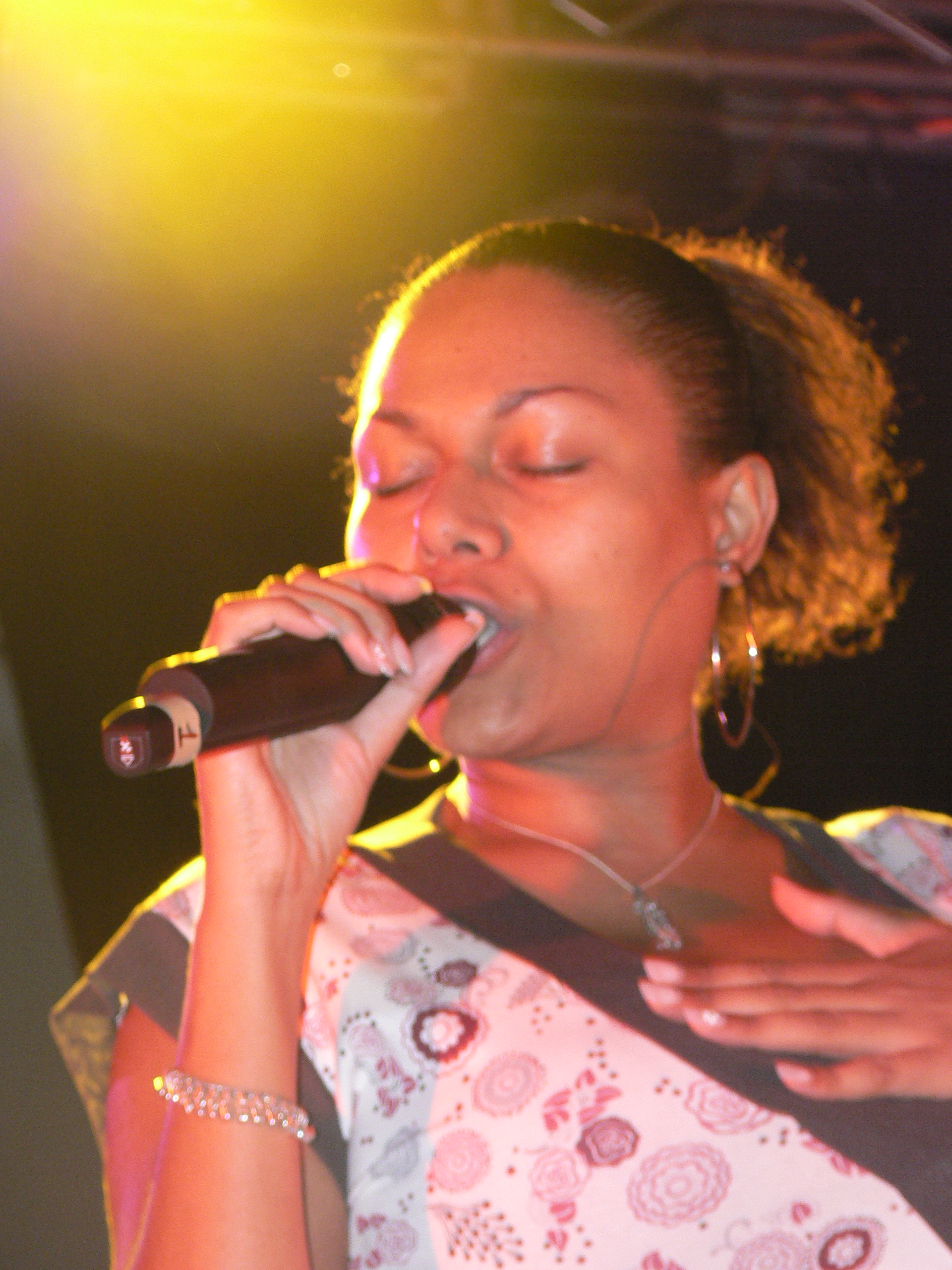
Jenny B (2007)

Jenny B (* 20. Juli 1972 in Catania, Sizilien, als Giovanna Bersola) ist eine italienische Pop- und Jazzsängerin.

## Karriere
Bersola wurde auf Sizilien als Tochter eines senegalesischen Vaters und einer italienischen Mutter geboren und wurde von einer Familie aus Reggio nell’Emilia adoptiert, wo sie aufwuchs. Sie studierte Literaturwissenschaften und Philosophie an der Universität Bologna sowie Jazzgesang bei Tiziana Ghiglioni in Mailand und erhielt ein Stipendium für Jazzgesang an der University of California, Berkeley. Schon als Jugendliche sammelte sie darüber hinaus Erfahrungen als Sängerin in Lokalen. Sie arbeitete mit Adriano Celentano, Ligabue und Zucchero zusammen und nahm zwischen 1995 und 1997 zwei Alben mit der Acid-Jazz-Gruppe Funky Company auf. Im Jahr 1998 war Jenny B am Lied Un attimo ancora, der Debütsingle der Gemelli Diversi, beteiligt. Außerdem lieh die Sängerin mehreren erfolgreichen Eurodance-Projekten ihre Stimme, nicht zuletzt im Hit The Rhythm of the Night (1993).
Unter der Anleitung von Produzent Claudio Donato präsentierte die Sängerin beim Sanremo-Festival 2000 in der Newcomer-Kategorie das Lied Semplice sai, dessen Text sie selbst geschrieben hatte. Der Beitrag gewann nicht nur, sondern brachte Jenny B auch den Kritikerpreis ein. Es folgte die Single Toccami l’anima und im November des Jahres ihr erstes Soloalbum Come un sogno. 2001 kehrte sie mit Anche tu nach Sanremo zurück, wo sie diesmal den sechsten Platz in der Hauptkategorie erreichte. Daneben nahm sie hauptsächlich Duette auf, etwa mit Alan Sorrenti, und trat in verschiedenen Fernsehsendungen in Erscheinung. 2006 nahm sie an der Realityshow Music Farm auf Rai 2 teil, wo sie mit dem Kritikerpreis ausgezeichnet wurde.
Im Jazzbereich war Jenny B ebenfalls weiter tätig und 2007 veröffentlichte sie das Live-Jazzalbum Jenny B in Concert. 2011 folgte das Album Esta soy yo, auf dem sie geistliche Musik und kubanische Klänge zusammenführte. Sie arbeitete mit diversen Jazzmusikern zusammen, etwa mit dem Posaunisten Gianluca Petrella und dem Trompeter Fabrizio Bosso.

## Diskografie
Alben
- 2000 – Come un sogno (EMI)
- 2007 – Jenny B in Concert (Labelle)
- 2011 – Esta soy yo (Cinik)

## Belege
1. ↑  Jenny B, nuova proposta. In: Rockol.it. 11. Januar 2000, abgerufen am 19. Juli 2019 (italienisch).
2. ↑  Jenny B. Goody Music Production, ehemals im Original (nicht mehr online verfügbar); abgerufen am 19. Juli 2019 (italienisch). (Seite nicht mehr abrufbar. Suche in Webarchiven)
3. ↑  Pago vince Music Farm. In: Centumcellae News. 10. Mai 2006, archiviert vom Original (nicht mehr online verfügbar) am 6. Juni 2006; abgerufen am 19. Juli 2019 (italienisch).
4. ↑  Luisa Fazzito: “Esta Soy Yo”, il nuovo album di Jenny B. In: MelodicaMente. 12. Juli 2011, abgerufen am 19. Juli 2019 (italienisch).
5. ↑  Guido Racca: M&D Borsa Singoli 1960-2019. Selbstverlag, 2019, ISBN 978-1-09-326490-6, S. 105; 147.

| Personendaten    | Personendaten                      |
| ---------------- | ---------------------------------- |
| NAME             | B, Jenny                           |
| ALTERNATIVNAMEN  | Bersola, Giovanna (Geburtsname)    |
| KURZBESCHREIBUNG | italienische Pop- und Jazzsängerin |
| GEBURTSDATUM     | 20. Juli 1972                      |
| GEBURTSORT       | Catania, Sizilien                  |